# Burkarts
Burkarts ist eine Einöde sowie ein Ortsteil der kreisfreien Stadt Kempten (Allgäu). 1451 wurden zwei stiftkemptische Lehensgüter mit zem Burkhartz genannt. 1593 werden fünf Steuerzahler auf vermutlich zwei Gütern zu Burckhardts erwähnt. Es handelt sich damit um einen Ortsnamen der sich auf den Personennamen Burghart bezieht.
Der Ort wurde 1818 der Ruralgemeinde Sankt Lorenz angeschlossen und unterlag der Pfarrei Heiligkreuz. Zum 1. Juli 1972 wurde Sankt Lorenz in die Stadt Kempten eingemeindet.